# Les Piles
Pour les articles homonymes, voir Pile et Les Piles (chanson).
Les Piles est une commune espagnole, en Catalogne dans la comarque de Conca de Barberà dans la province de Tarragone.